# Медавар, Питер
Сэр Питер Брайан Ме́давар (англ. Peter Brian Medawar /ˈmɛdəwər/; 28 февраля 1915, Петрополис, Рио-де-Жанейро — 2 октября 1987, Лондон) — английский биолог, иммунолог.
Лауреат Нобелевской премии по физиологии и медицине 1960 года (совместно с Ф. Бёрнетом). Член Лондонского королевского общества (1949), иностранный член Национальной академии наук США (1965), почётный член Британской академии (1981).
Его также называют самым выдающимся попперианцем, а Ричард Докинз называл его «главным представителем «ученого» в современном мире».

## Биография
Питер Брайан Медавар родился 28 февраля 1915 года в бразильском городе Петрополис в семье ливанца Николаса Медавара и британки Эдит Даулинг. Отец Питера, гражданин Великобритании, работал торговым представителем компании по производству стоматологических материалов. К концу Первой мировой войны Питер с семьёй переехал в Англию, где и прожил всю жизнь.
Окончил Магдален-колледж в Оксфорде (1939) и преподавал в нём (1938—1945, 1946—1947). Профессор зоологии университета в Бирмингеме (1947—1951), зоологии и сравнительной анатомии — в Университетском колледже в Лондоне (1951). В 1962—1971 директор Национального института медицинских исследований (Милл Хилл). С 1966 года президент Международного трансплантационного общества.
Почётный член Нью-Йоркской академии наук (1957).

## Основные работы
Работы Медавара посвящены росту и старению организма, его реакциям на пересадки тканей, в частности иммунореакциям, препятствующим гетеротрансплантации, трансплантационным антигенам и антилимфоцитарным сывороткам. Открыл явление приобретённой иммунотолерантности и воспроизвёл его в эксперименте.

## Сочинения
- Medawar, Peter Brian: An Unsolved Problem of Biology, London, 1952
- Medawar, Peter Brian: The Uniqueness of the Individual, London, 1957
- Medawar, Peter Brian: The Future of Man, London, 1960
- Medawar, Sir Peter Brian: The Art of the Soluble, New York-London, 1967
- Medawar, Sir Peter Brian: Induction and Intuition in Scientific Thought, London, 1969
- Medawar, Sir Peter Brian: The Art of the Soluble, Creativity and Originality in Science, Harmondsworth, 1969
- Medawar, Sir Peter Brian: The Hope of Progress, 1972
- Medawar, Sir Peter Brian: Advice to a Young Scientist, Basic, 1979
- Structure in Science and Art: Proceedings of Taunus, May 1979, Elsevier, 1980
- Medawar, Sir Peter Brian: Induction and Intuition in Scientific Thought, Am. Philos., 1980
- Medawar, Sir Peter Brian: The Uniqueness of the Individual, Dover, 1981
- Medawar, Sir Peter Brian: Pluto's Republic, Oxford University Press, 1982
- Aristotle to Zoos: A Philosophical Dictionary of Biology, Cambridge, Mass.: Harvard University Press, 1983
- Medawar, Sir Peter Brian: The Limits of Science, Oxford University Press, 1985
- Medawar, Sir Peter Brian: Memoir of a Thinking Radish: An Autobiography, Oxford University Press, 1986
- Medawar, Sir Peter Brian: The Threat and the Glory: Reflections on Science and Scientists, Oxford University Press, 1991

## Переводы на русский язык
- Медавар, Питер / Медавар, Джин: Наука о живом, Москва, 1983